# Camera di affumicatura

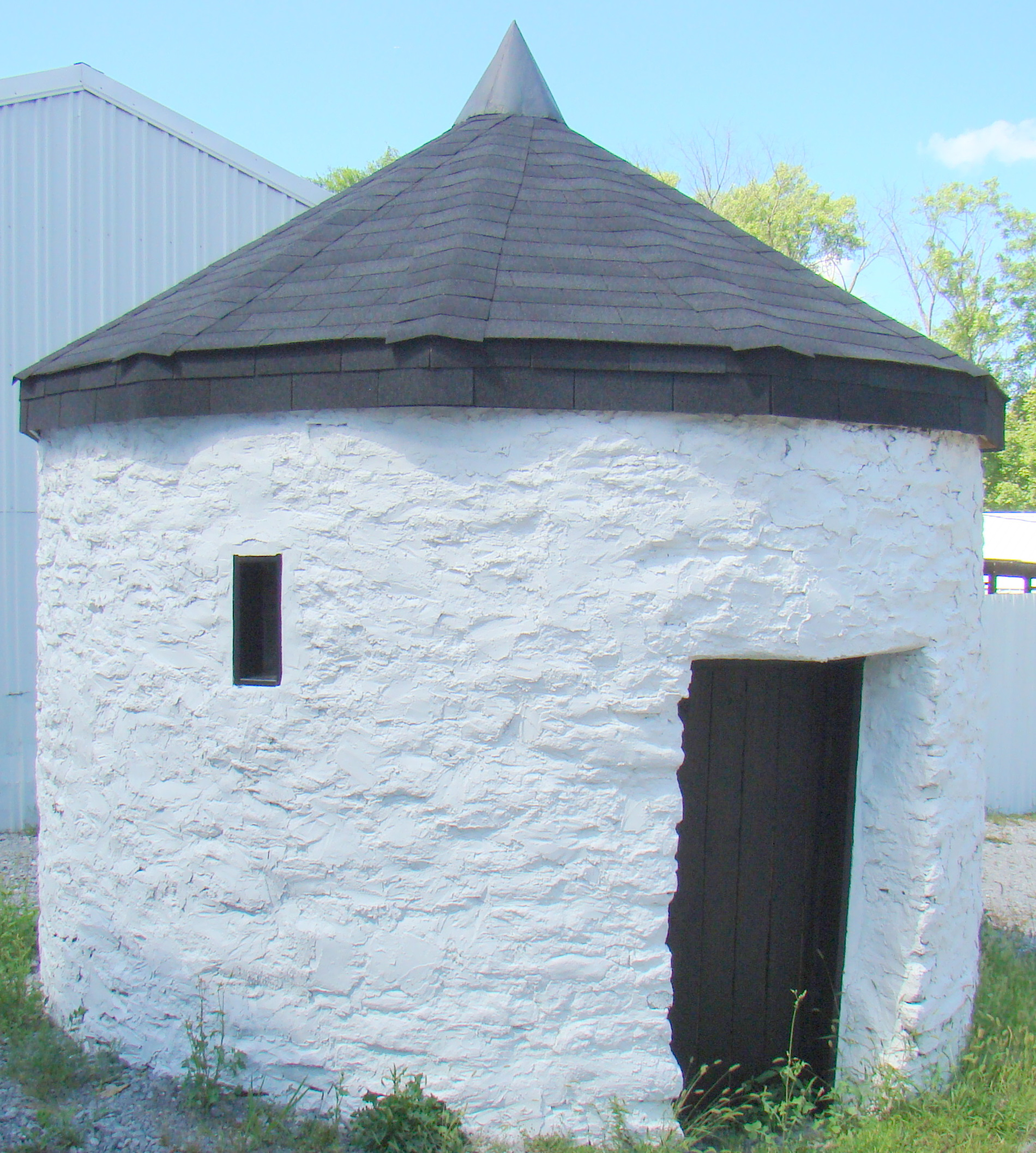
La camera di affumicatura di Reitman, Camp Springs, Kentucky

Una camera di affumicatura (in inglese smokehouse) è un edificio in cui la carne o il pesce sono sottoposti ad affumicatura. Il prodotto finito potrebbe essere immagazzinato nell'edificio, talvolta anche per un anno o più.

## Descrizione
Prima della disponibilità generale di elettricità e congelatori, la carne era conservata mediante salatura intensa.
I maiali erano macellati dopo l'arrivo del freddo e i prosciutti ed altri prodotti a base di carne di maiale erano salati e appesi o posti su scaffali affinché durassero fino all'estate successiva.
Se la carne dovesse essere affumicata o salata dipendeva dai gusti personali, spesso supportati da forti pregiudizi locali o familiari.
Anche quando in esso non si utilizza il fumo, questo edificio, solitamente una dépendance, è talvolta indicato  con il nome di "smoke house" (casa del fumo).
Nel caso non si utilizzi il fumo, allora anche il termine "meat house" è comune. Siccome il prosciutto conservato rappresenta un notevole investimento finanziario, le camere di affumicatura delle Caroline del Nord e del Sud e della Virginia possono essere frequentemente identificate dalla loro inquadratura, così strettamente spaziate in modo da prevenire scasso e furto.
Le pareti interne più basse sia delle camere per la carne, sia delle camere di affumicatura sono caratterizzate dall'estrema tenuta del legno, prodotta dal sale. Pure le aree superiori delle camere di affumicatura sono nere per effetto del fumo.
Una camera per la carne ha un solido pavimento di legna.
Una camera per la affumicatura possiede un pozzo di mattoni al centro del pavimento, o, talvolta, un pentolone di ghisa per il focolare.
La camera di affumicatura di Jefferson a Monticello è parte integrante delle dipendenze in mattoni.
Essa possiede un focolare convenzionale di mattoni costruito all'interno di un muro esterno.
La sua canna fumaria scarica all'interno della camera di affumicatura.

## Storia
Le camere di affumicatura tradizionali servivano sia per l'affumicatura della carne, sia per il suo immagazzinamento, spesso per gruppi di persone e comunità.
La conservazione degli alimenti era effettuata tramite salatura e prolungato affumicamento a freddo per due o più settimane Le camere di affumicatura era sempre chiuse per evitare che animali e ladri potessero accedere al cibo..

## Progettazione e utilizzo
Tradizionalmente, una camera di affumicatura è un piccolo edificio isolato spesso dotato di camino, con un singolo ingresso, privo di finestre e, di frequente, con un tetto a capanna o a piramide.
Le camere di affumicatura comunali e commerciali sono più ampie di quelle a servizio di una singola residenza o tenuta.
L'impiego di aria secca, leggermente riscaldata da un fuoco di legna dura molto debole assicura il corretto essiccamento delle carni.

## Galleria d'immagini

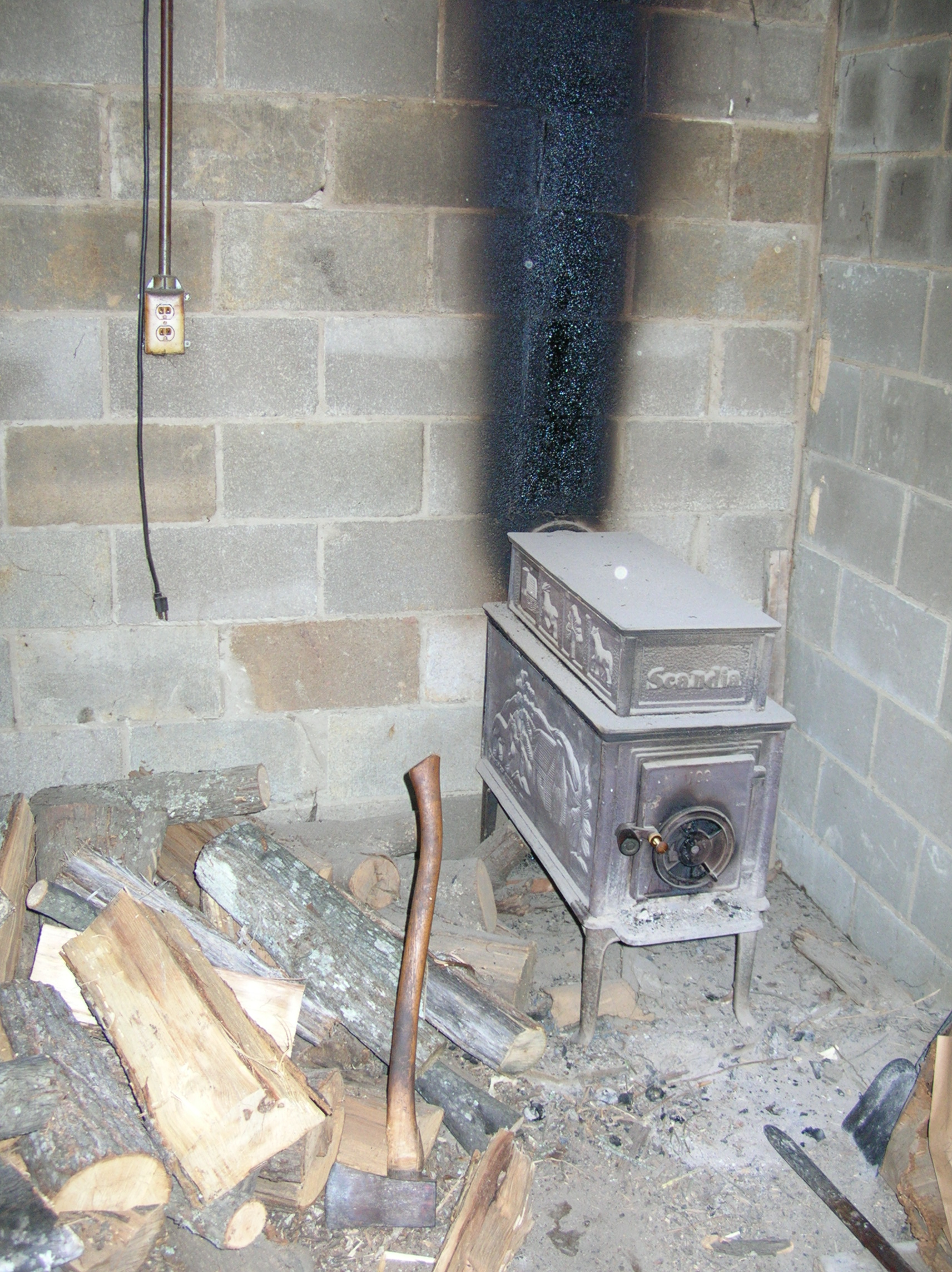
Una stufa a legna presso la camera di affumicatura della Benton's Country Hams, dove si esegue una lenta affumicatura della durata di parecchie ore di prosciutti, bacon e salsicce.
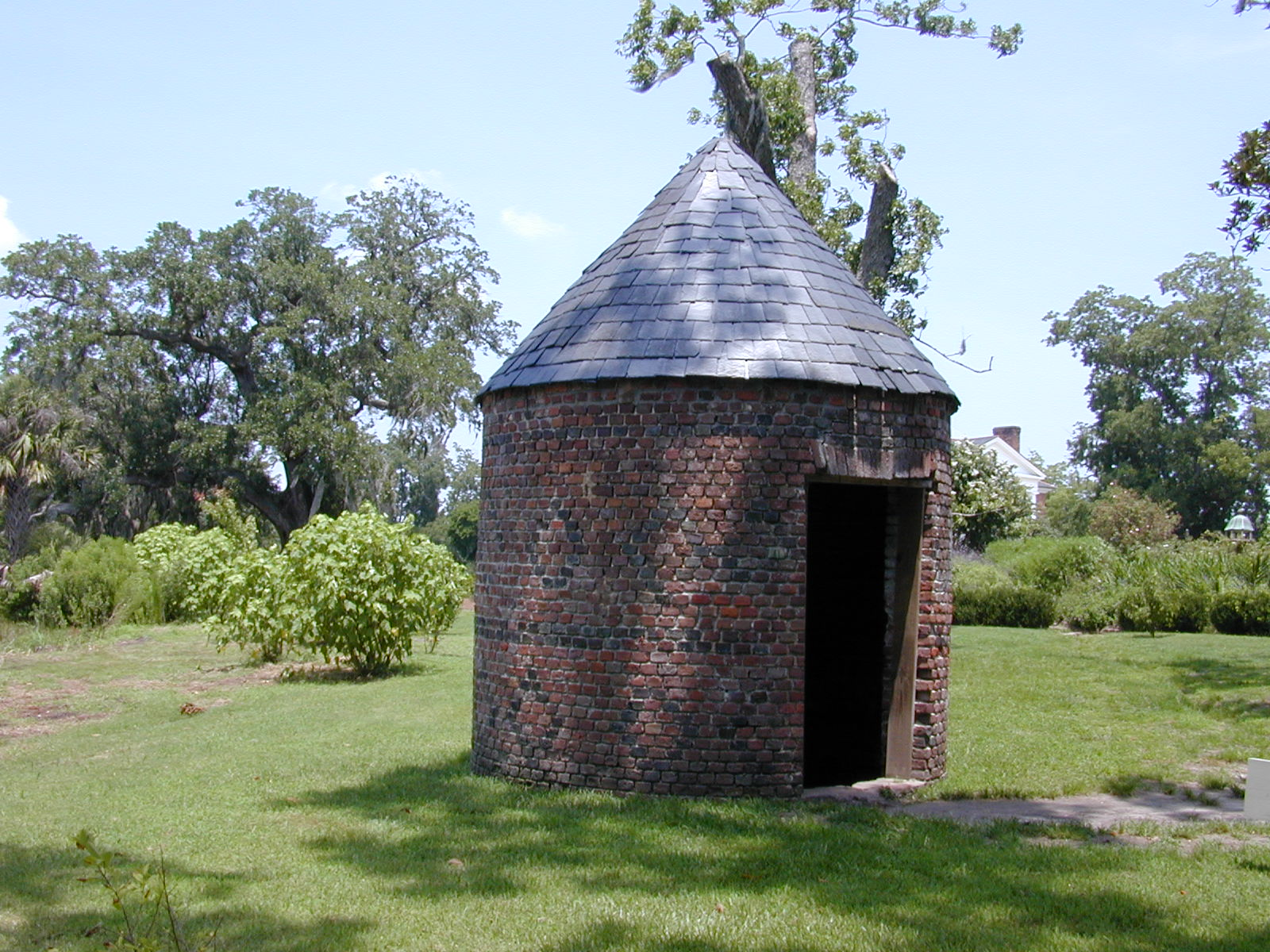
Una camera di affumicatura presso la Boone Hall Plantation.
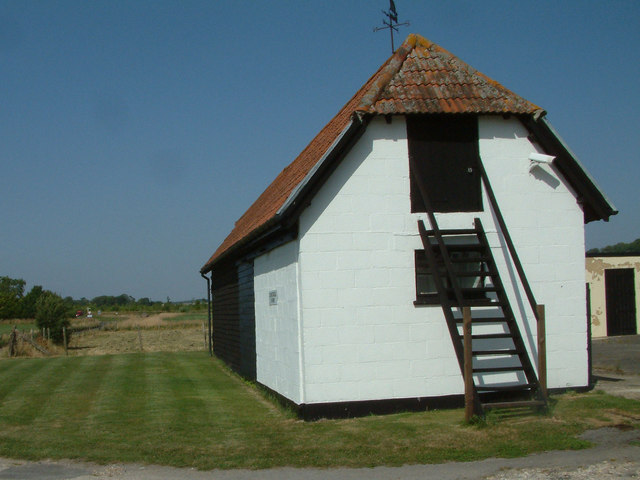
La Fjordling Smokehouse. Questa camera di affumicatura si trova a Dunstable Farm, Salisbury. La parte esterna dell'edificio mostrato è tipica della valle dello Wiltshire.
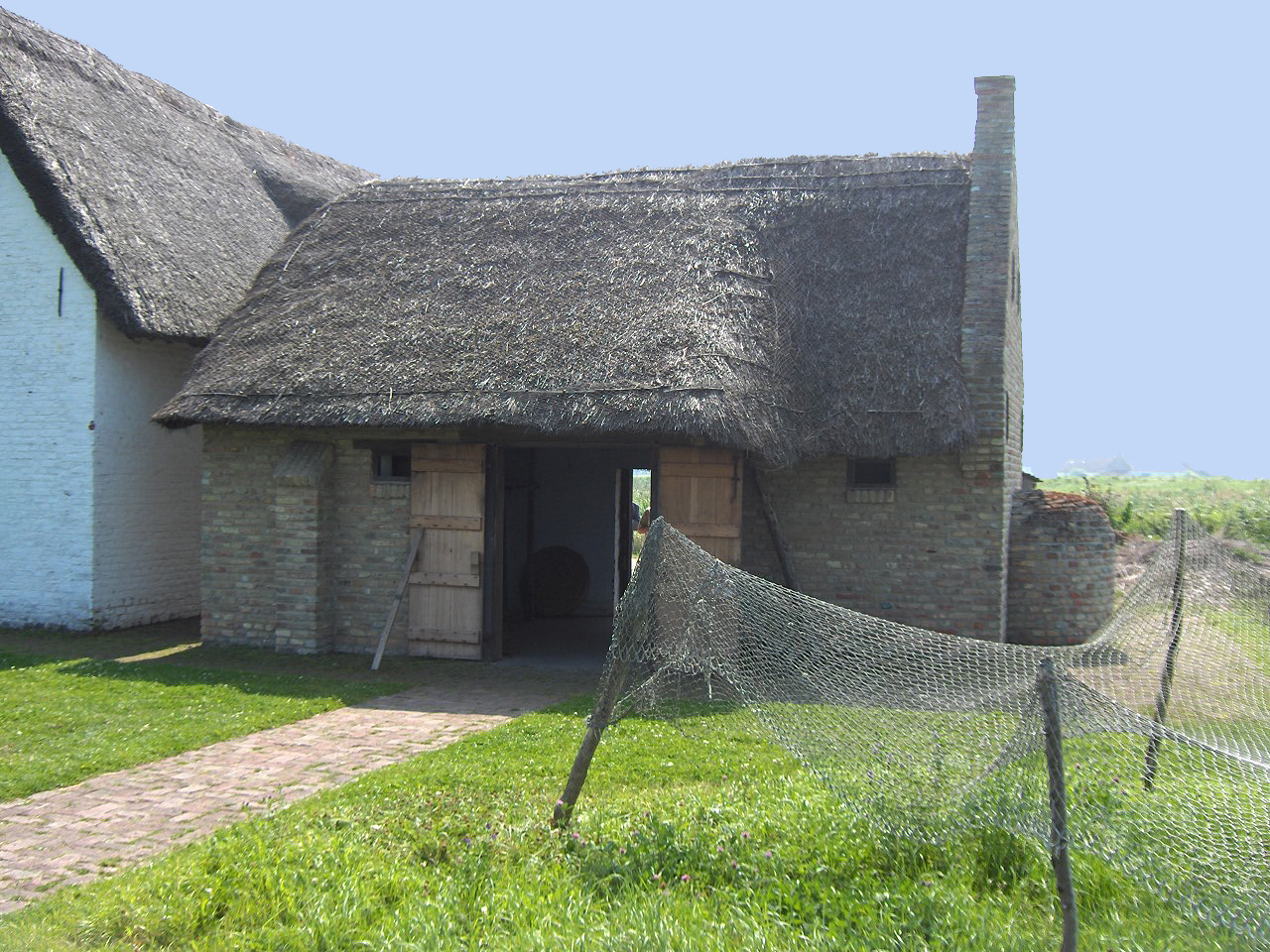
Ricostruzione di una camera di affumicatura medievale al fishing village di Walraversijde, circa 1465